# Henry Tonks
|                                                      |  |  |
| Tonks, door George Charles Beresford in 1902 en 1922 |  |  |

Henry Tonks, (Birmingham, 9 april 1862 - Londen, 8 januari 1937) was een Engels kunstschilder en tekenaar. Zijn werk werd sterk beïnvloed door het impressionisme.

## Leven en werk
Tonks studeerde medicijnen in Brighton en werkte van 1885 tot 1888 in het 'London Hospital'. Als fervent amateurtekenaar koos hij echter in 1888 voor een artistieke carrière en ging studeren aan de 'Westminster School of Art'. Vanaf 1892 gaf hij les aan de Slade School of Fine Art. Daar stond hij vervolgens decennialang bekend als een van de meest vooruitstrevende professoren en leidde tot 1930 vooraanstaande kunstenaars op, waaronder Harold Gilman, Spencer Gore, Augustus John, Gwen John, Wyndham Lewis, Mark Gertler, David Bomberg en Isaac Rosenberg. Hij was bevriend met James McNeill Whistler, Walter Sickert, Philip Wilson Steer, George Clausen en John Singer Sargent.
Tonks' werk als kunstschilder werd sterk beïnvloed door het Franse impressionisme, maar ook door de elegante schilderstijl van Whistler. Hij maakte veel interieurs, portretten en modelstudies. Ook werkte hij regelmatig als karikaturist voor vooraanstaande Engelse kranten en tijdschriften. Tijdens de Eerste Wereldoorlog werd Tonks benoemd tot officieel oorlogskunstenaar. Samen met John Singer Sargent reisde hij langs het front. Als gekwalificeerd medicus maakte hij tussen 1916 en 1918 een grote reeks portretten voor plastisch chirurg Harold Gillies van oorlogsslachtoffers met ernstige gezichtsverwondingen.
In 1919, tijdens de Russische Burgeroorlog, ging Tonks als oorlogsschilder naar Archangelsk.
Tonks was lid van de New English Art Club. Hij overleed in 1937, op 74-jarige leeftijd. Een jaar voor zijn overlijden vond een grote overzichtstentoonstelling van zijn werk plaats in de Tate Gallery te Londen.

## Galerij

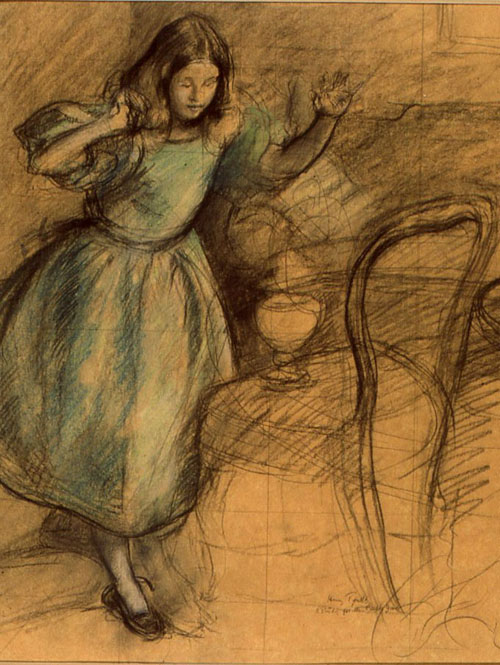
Rosamund and the Purple Jar, Study
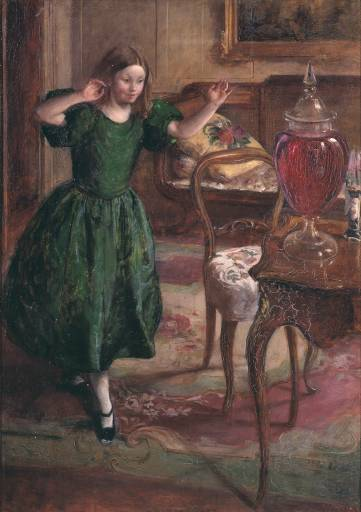
Rosamund and the Purple Jar
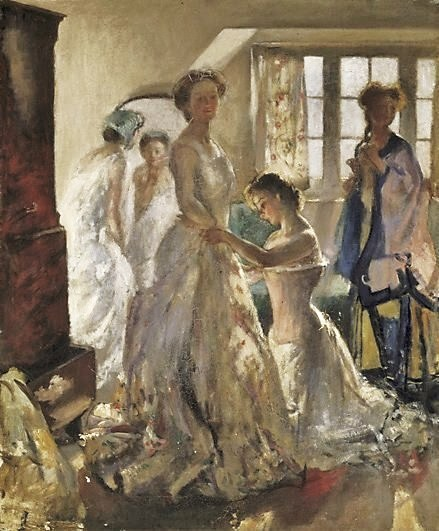
Matinee Rehearsal
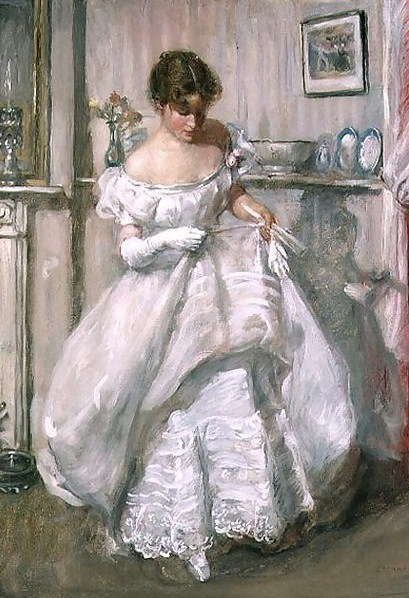
The Torn Gown
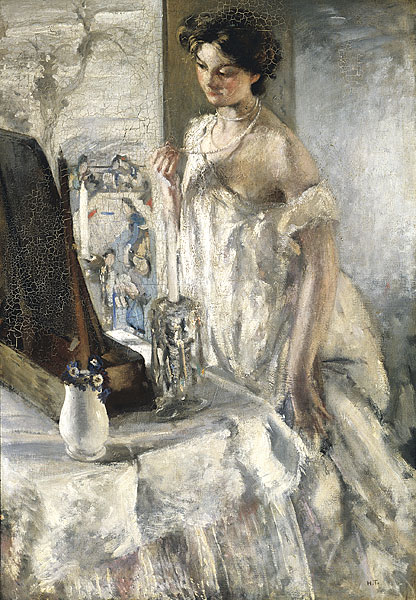
The Pearl Necklace
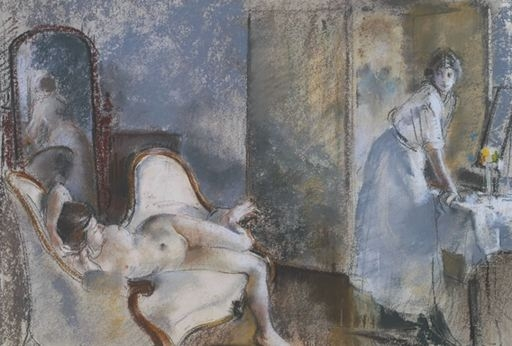
The Toilet
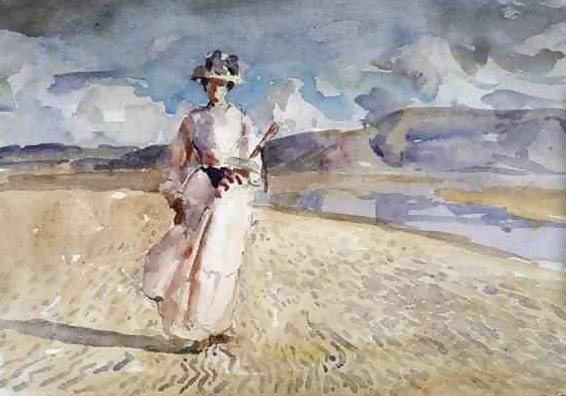
Woman Walking on Sand
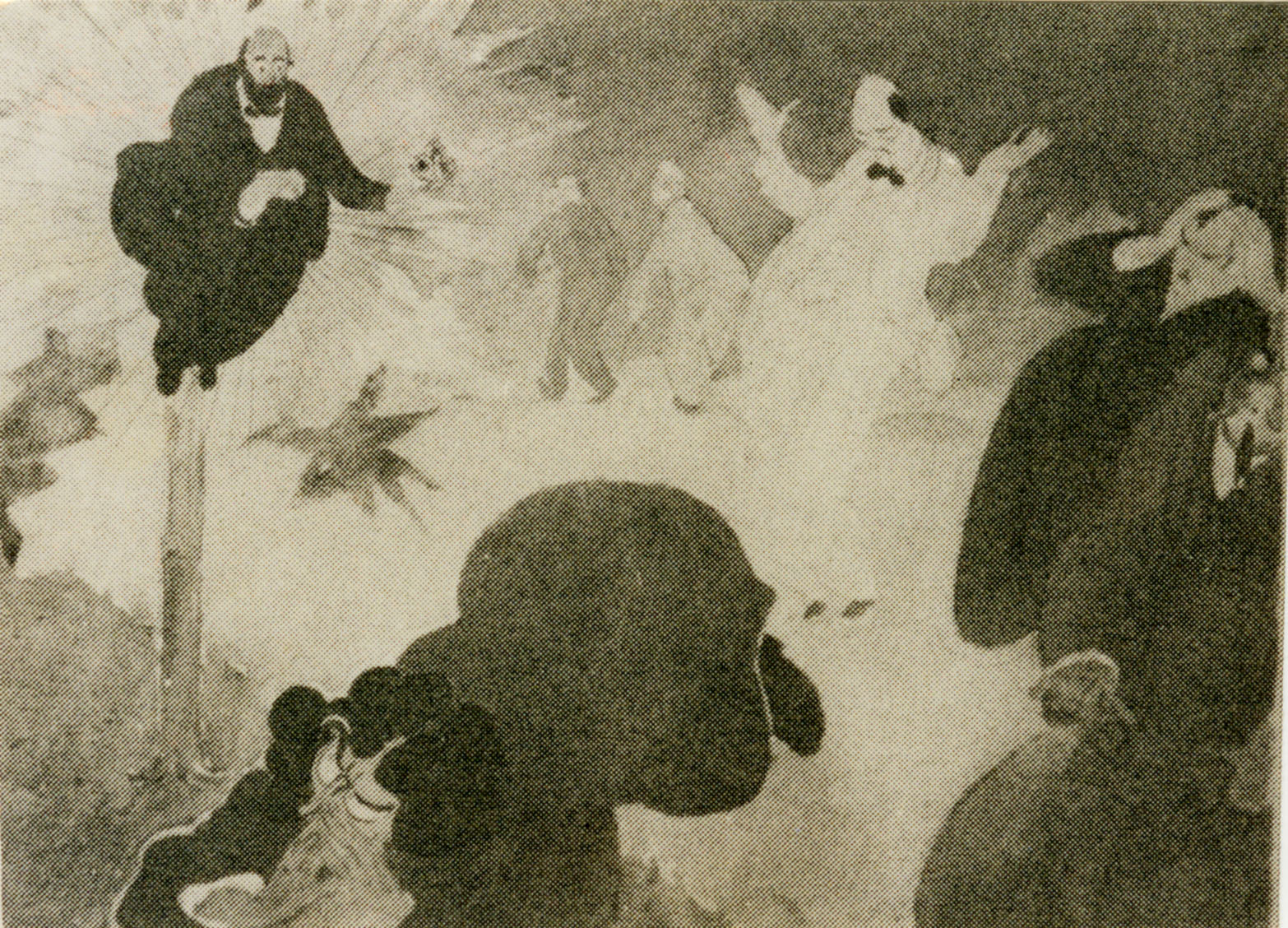
The Vison of Cezanne
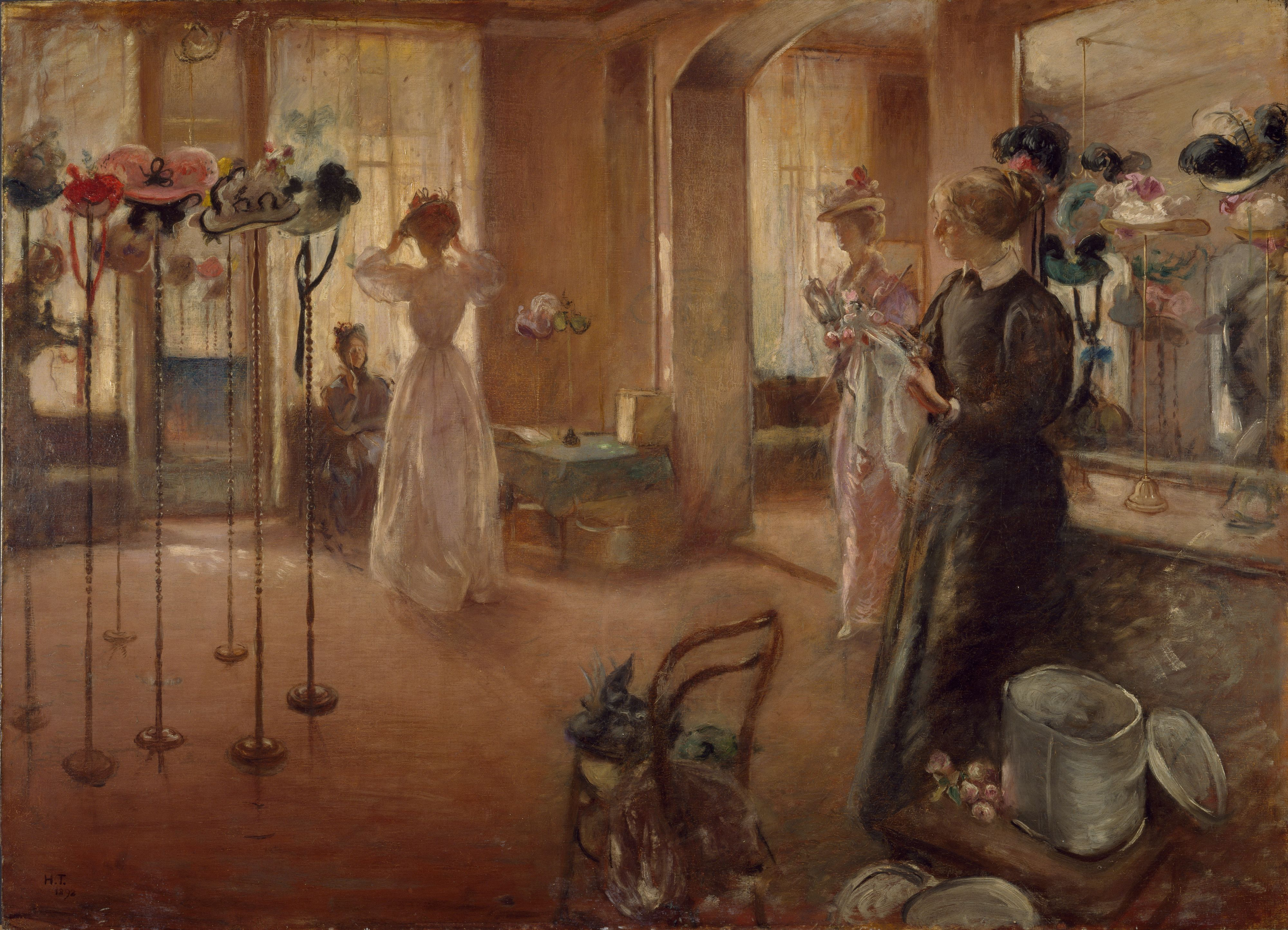
The Hat Shop
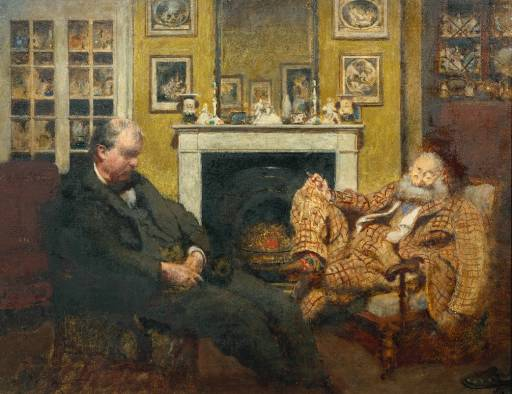
Sodales - Mr. Steer and Mr. Sickert